# Charles Dutoit
Édouard Charles Dutoit (Losanna, 7 ottobre 1936) è un direttore d'orchestra svizzero, particolarmente noto per le sue interpretazioni di musiche di compositori francesi e russi del XX secolo. Ha realizzato delle moderne interpretazioni delle opere Roméo et Juliette di Berlioz e Daphnis et Chloé e Ma Mère l'Oye di Maurice Ravel.

## Biografia
Dutoit studiò a Losanna e poi al Conservatoire de musique de Genève dove vinse il primo premio in direzione d'orchestra e fu invitato all'Accademia Chigiana di Siena dal maestro Alceo Galliera. In giovane età frequentò spesso le prove di Ansermet ed entrò in buoni rapporti con il maestro. Ebbe modo di collaborare con Karajan a Lucerna come membro dell'orchestra giovanile e studiò con Charles Münch a Tanglewood. Iniziò la sua carriera professionale nel 1957 come strumentista di viola in diverse orchestre europee e sudamericane. Nel gennaio 1959, fece il suo debutto come direttore d'orchestra alla guida dell'Orchestra della Radio di Losanna con la pianista Martha Argerich. Dal 1959 è stato direttore ospite dell'Orchestre de la Suisse Romande e della Lausanne Chamber Orchestra. 
Fu poi direttore dell'Orchestra della Radio di Zurigo (Orchestra della Tonhalle di Zurigo) dal 1967 al 1971, quando passò alla Bern Symphony Orchestra, succedendo a Paul Kletzki, dove rimase per undici anni.
Al Wiener Staatsoper nel 1964 dirige Il lago dei cigni con Rudol'f Nureev.
Mentre era alla guida della Bern Symphony, diresse anche la National Symphony Orchestra of Mexico dal 1973 al 1975, e la svedese Gothenburg Symphony Orchestra dal 1976 al 1979. Dutoit fu direttore ospite principale dell'Orchestra Sinfonica di Minneapolis nei primi anni ottanta.
Nel 1977 dirige la prima esecuzione assoluta nella New Philharmonic Hall di Liverpool del Concerto n. 3 "Dialogues" di John McCabe.
Nel 1977 succedette a Otto Klemperer e Zubin Mehta, alla guida della Orchestre symphonique de Montréal (OSM). Nel corso dei 25 anni che trascorse alla guida dell'orchestra canadese, egli la trasformò in una delle migliori orchestre del mondo. Nella sua carriera ha ottenuto più di 40 premi internazionali compresi due Grammy Awards (USA), diversi Juno Award (Canada), il Grand Prix du Président de la République (Francia), il Prix mondial du disque de Montreux (Svizzera), l'Amsterdam Edison Award, il Japan Record Academy Award ed il the German Music Critics' Award. Con la OSM ha realizzato molte incisioni per la Decca/London. Dutoit diede le dimissioni dalla Montréal Symphony nell'aprile del 2002, dopo una disputa con l'associazione degli orchestrali.
A Montréal dirige le prime esecuzioni assolute nel 1983 nella Salle Claude Champagne della Sinfonia n. 5 "Implosion" di Clermont Pépin e nel 1988 nella Salle Wilfred Pelletier della Place des Arts di Montréal del Concerto per viola e orchestra di Robert Turner.
Dutoit assunse l'incarico di direttore dell'Orchestra di Filadelfia nel 1980.
Al Teatro alla Scala di Milano dirige nel 1980 quattro concerti con Salvatore Accardo.
Al Royal Opera House, Covent Garden di Londra nel 1983 dirige Faust con Alfredo Kraus e nel 1986 Les contes d'Hoffmann con Samuel Ramey, Neil Shicoff e Luciana Serra.
Nel 1985 dirige la prima esecuzione assoluta nella Staatsschauspielhaus della Staatsoper-Semperoper di Dresda di "Der Wald" di Siegfried Matthus.
Al Metropolitan Opera House di New York debutta nel dicembre 1987 con Les contes d'Hoffmann con Shicoff e Tatiana Troyanos e nel 1990 Faust con Carol Vaness e Samson et Dalila con Plácido Domingo e Shirley Verrett.
Dal 1990, divenne direttore artistico e direttore principale del Festival estivo dell'Orchestra di Filadelfia a Saratoga Springs nella Contea di Saratoga. Nel 1991, gli venne assegnata la cittadinanza onoraria della città di Filadelfia.
Dal 1990, Dutoit fu direttore al Pacific Music Festival in Giappone e dal 1991 al 2001 ricoprì l'incarico di direttore dell'Orchestre national de France, che gli procurò numerosi consensi, registrazioni fonografiche e tournée all'estero. Nel 1996, venne nominato direttore principale della NHK Symphony Orchestra di Tokyo fino al 2003. Nel 1997, il riconoscimento di Ufficiale dell'Ordine del Canada. Egli è anche fra i pochi non canadesi ad essere stato insignito dell'Ordre national du Québec.
Ancora per la Scala dirige nel 2003 e nel 2005 un concerto al Teatro degli Arcimboldi trasmesso da Retequattro.
Nel febbraio 2007, venne nominato direttore principale dell'Orchestra di Filadelfia, per un periodo di quattro anni, a far data dal settembre 2008. Nell'aprile 2007, Dutoit venne nominato direttore principale della Royal Philharmonic Orchestra a far data dal 2009. Nell'ottobre 2008, Dutoit venne nominato direttore principale della Verbier Festival Orchestra a far data dal luglio 2009.
Al Washington National Opera dirige un concerto nel 2009 con la National Symphony Orchestra degli Stati Uniti e nel 2011 con la Philadelphia Orchestra.
Nel 2012 dirige Pelléas et Mélisande (opera) con Magdalena Kožená e José van Dam al Verbier Festival.
Nel 2013 dirige Samson et Dalila al Teatro dell'Opera di Roma.

## Vita personale
Dutoit ha sempre salvaguardato la sua vita personale dall'invasione dei media. Egli è stato sposato ed ha divorziato tre volte, compreso un matrimonio con la celebre pianista Martha Argerich e con l'economista Marie-Josée Drouin. Il suo primo matrimonio fu con Ruth Cury, dalla quale ebbe un figlio, Ivan. Ha anche una figlia, Anne-Catherine, avuta dal matrimonio con la Argerich. Dal 2010 è sposato con la violinista canadese Chantal Juillet.

## Discografia parziale
Dei suoi 69 albums citiamo:
- Berlioz, Enfance du Christ/Hélène/Sara la baigneuse/La belle voyageuse/Chant sacré - Dutoit/Montréal SO/Graham, 1995/1996 Decca
- Berlioz, Troiani - Dutoit/Lakes/Voigt/Pollet, 1993 Decca - Grammy Award for Best Opera Recording 1996
- Bizet, Suites Arlesiana/Suites Carmen/Sinf. in do - Dutoit/Orch. Montréal, 1986/1995 Decca
- Debussy, Mer/Jeux/Martyre/Prelude - Dutoit/Montréal SO, 1995 Decca
- Debussy, Mer/Jeux/Nocturnes/Prelude à l'après-midi d'un faune - Dutoit/Orch. Montréal, 1988/1989 Decca
- Debussy, Pelléas et Mélisande - Dutoit/Henry/Alliot-Lugaz, Decca
- Fauré, Requiem/Pelléas/Pavane - Dutoit/Te Kanawa/Milnes, 1987 Decca
- Holst, Pianeti - Dutoit/Orch. Montréal, 1986 Decca
- Paganini, Capricci n. 1-24/Conc. vl. - Accardo/Dutoit/LPO, Deutsche Grammophon
- Paganini, Conc. vl. n. 1, 2 - Accardo/Dutoit/LPO, 1975 Deutsche Grammophon
- Paganini, Conc. vl. n. 1-6/Capricci/Son. - Accardo/Dutoit/LPO, Deutsche Grammophon
- Poulenc, Gloria/Stabat Mater/Concerto per organo - Dutoit/Orch. Nat. de France, 1992/1994 Decca
- Prokofiev Bartok, Piano Concertos No. 1 and 3/Piano Concerto No. 3 - Dutoit/Argerich/Orchestre symphonique de Montréal, 1998 EMI - Miglior interpretazione solista di musica classica con orchestra (Grammy) 2000
- Ravel, Bolero/Alborada/Valse/Rapsodie - Dutoit/Montréal SO, 1984 Decca
- Rodrigo Falla, Aranjuez/Fantasia/Cappello - Bonell/Dutoit/Orch. Montréal, 1980/1981 Decca
- Rossini, Ouvertures - Dutoit/Montréal SO, 1992 Decca
- Saint-Saëns, Carnevale/Danse/Phaeton - Dutoit/PhO/London Sinfonietta, 1980 Decca
- Saint-Saëns, Conc. pf. n. 1-5 - Rogé/Dutoit/PhO/LPO, Decca
- Saint-Saëns, Essential - Mehta/Dutoit/Lewis, Decca
- Saint-Saëns, Sinf. n. 3/Conc. per pf. n. 2 - Hurford/Roger/Dutoit, 1978/1982 Decca